# La Rambla

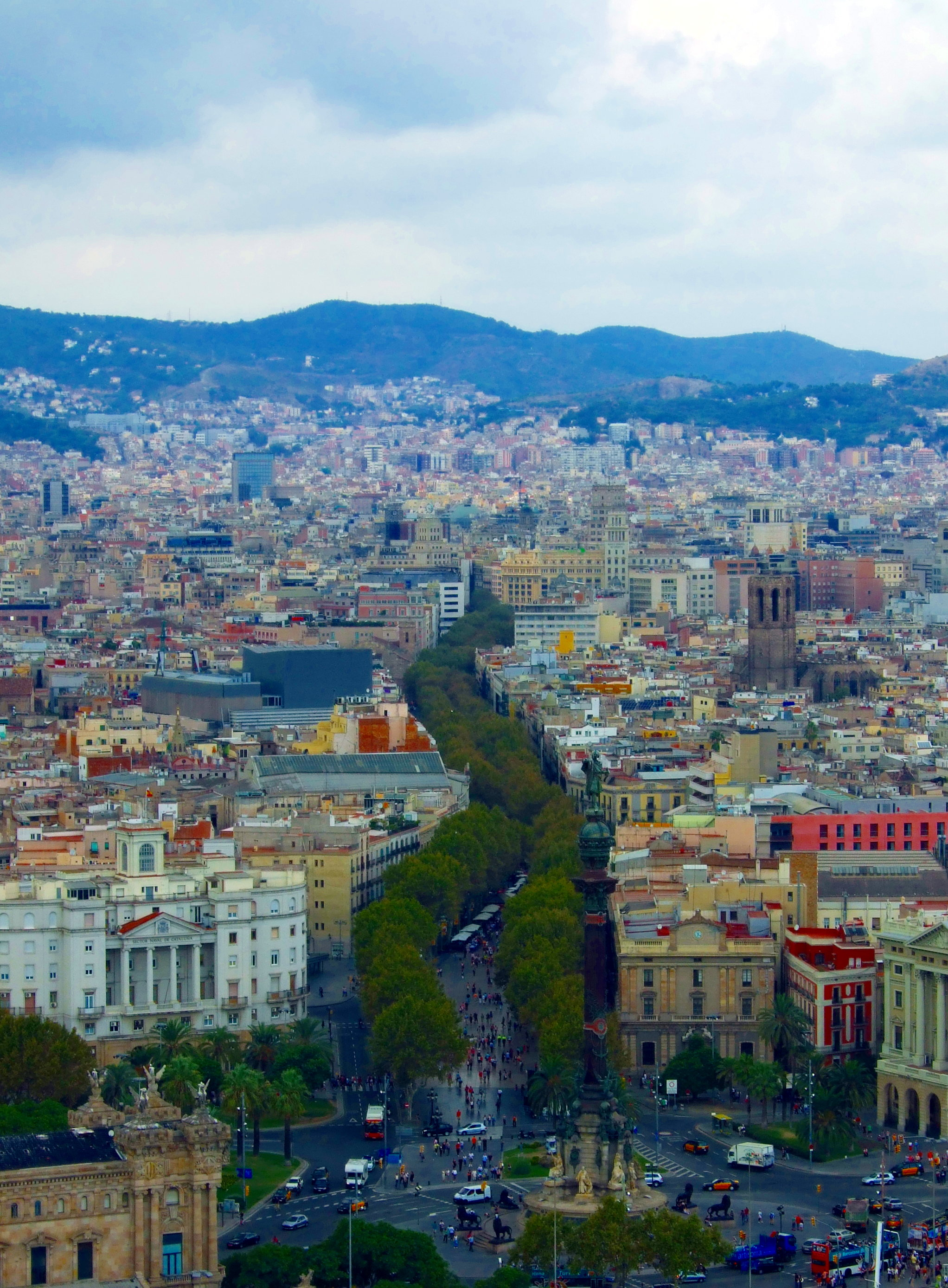
Pohled na stromy lemovanou La Ramblu

La Rambla (katalánská výslovnost: [lə ˈramblə]) je považována za nejznámější ulici v centru Barcelony. Jedná se o alej lemovanou stromy, která slouží převážně pro pěší. Táhne se v délce 1,2 kilometru a spojuje Katalánské náměstí v centru města s Kolumbovým památníkem u přístavu Port Vell. La Rambla tvoří hranici mezi čtvrtěmi Barri Gòtic na východě a El Raval na západě.
La Rambla může být velmi přeplněná, zejména v hlavní turistické sezóně. Nachází se zde směs restaurací, obchodů, trhů a kulturních institucí.
Španělský básník Federico García Lorca kdysi řekl, že La Rambla je „jediná ulice na světě, kterou bych si přál, aby nikdy neskončila.“